# Installation électrique
 (novembre 2013).
Si vous disposez d'ouvrages ou d'articles de référence ou si vous connaissez des sites web de qualité traitant du thème abordé ici, merci de compléter l'article en donnant les références utiles à sa vérifiabilité et en les liant à la section « Notes et références ».
Pour les articles homonymes, voir Installation.
Une installation électrique est un ensemble cohérent de circuits électriques, d'appareillages électriques. Elle peut se situer dans un bâtiment ou un ensemble de bâtiments à usage d'habitation, industriel, commercial, ou de bureaux.
- L'étude de l'installation électrique est faite par un  architecte ou un bureau d'études ou une entreprise  d'installation et de maintenance en électricité
- La réalisation de l'installation électrique se fait par l'entreprise d'installation et de maintenance en électricité ou un artisan électricien.

L'installation doit être conforme à la  réglementation en vigueur dans le pays.

## Installation électrique domestique / non-domestique

### Installation électrique domestique

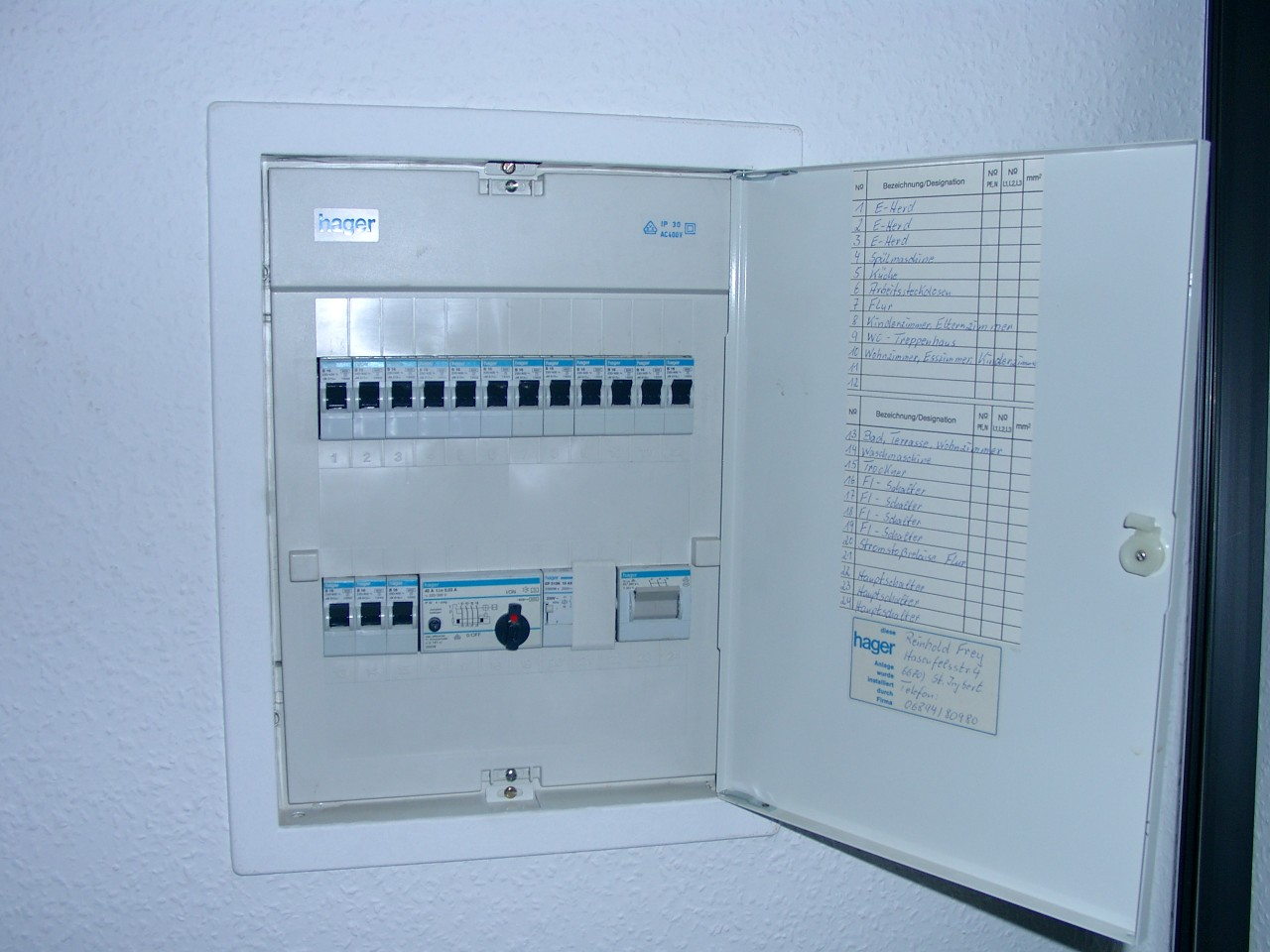
Tableau de distribution électrique dans un immeuble.

Une installation domestique comprend les parties suivantes :
- Les groupes de comptage (en concertation avec la société distributrice d'énergie ou le gestionnaire du réseau de distribution). Le raccordement du système de mise à la terre, les liaisons équipotentielles ;
- Les conduites de câble et de fils : Les conduites comprennent des tubes et ou des goulottes destinés à protéger les conducteurs et les câbles entre les boîtes de dérivation et de jonction et l'appareillage,
- Les appareils ;
  - les appareils de commande : le tableau électrique, les coupe-circuit, sectionneurs, disjoncteurs, les interrupteurs ;
  - les appareils récepteurs (lampes, moteurs, électroménager, etc.) ;
- Les enveloppes : les boîtiers de protection des appareils.

### Normes électrique pour le domestique
En France les installations domestiques doivent répondre à la réglementation des installations électriques et à la norme NF C 15-100, cette dernière indique les règles à respecter. Elle permet d'augmenter la sécurité des habitants, le bon fonctionnement électrique et répond aux besoins de connectivité des habitations (internet, télévision).
En Belgique, les Normes doivent répondre aux règles du RGIE établies par le SPF économie Un contrôle de l'installation est obligatoire tous les 25 ans et avant la mise en service  de l'installation par un organisme agréé par le SPF économie. Les normes sont nombreuses et tendent à assurer la sécurité des occupants.

## Les canalisations

### Raccordement au réseau
Le raccordement désigne la réalisation de la connexion de l'installation électrique au réseau de distribution.
- raccordement : module de raccordement, groupes de comptage, câble d'alimentation
- tableaux de distribution principaux et secondaires
- coupe-circuit : interrupteurs principaux, interrupteurs à courant différentiel ou interrupteur automatique à courant différentiel

### Mise à la terre
- boucle de mise à la terre
- électrodes de mise à la terre individuelles
- barrettes de sectionnement
- liaisons équipotentielles
- paratonnerre

### Conduites
- câbles enterrés ou aériens
- tubes encastrés ou apparents
- goulottes en plinthe ou de câbles
- Chemin de câbles, en milieu industriel et tertiaire
- tubes d'attente
- protection contre l’incendie
- boîtes de tirage encastrées pour maçonnerie, murs creux, plafonds, sols

## Les appareils

### Prises de courant
- Prise de courant : 10/16A ou 20/32A pour les appareils pouvant être connectés/déconnectés facilement ;
- boîtes de connexion à destination des appareils suivants : cuisinière électrique, Machine à laver le linge, lave-vaisselle ou chauffage électrique

### Interrupteurs
On distingue :
- Différents types d'interupteurs : interrupteur unipolaire ou bipolaire, interrupteur bidirectionnel ou multidirectionnel
  - interrupteur minuterie ou interrupteur télérupteur
  - interrupteur variateur de lumière
- détecteurs de passage
- relais photoélectrique

### Appareil d'éclairage
- luminaires intérieurs
  - Pour support des lampes électriques E27
  - tube luminescent : plafonnier ou bande lumineuse pour plan de travail en cuisine
  - lampe fluocompacte : plafonnier ou applique murale
  - lampe halogène : transformateur, spots encastrés, spots appliqués
- éclairage de sécurité ou de secours:
  - appareil monofonction
  - appareil combiné
  - alimentation de secours
  - signalisation et pictogrammes
  - Diode électroluminescente

### Télécommunications domestiques

#### Sonnettes
- sonnette : bouton poussoir, transformateur, câblage

#### Parlophonie vidéophone
- parlophone: postes intérieurs, poste à rue, transformateur, câblage, ouvre-porte électrique
- installation pour vidéophone

#### Télécommunication et domotique
- télécommunications
- domotique
- téléphone
- télédistribution

### Chauffage électrique
- convecteurs :
  - convecteurs muraux
  - convecteurs en plinthe
  - éléments à rayonnement
  - aérothermes
- système à accumulation :
  - dynamique
  - mixte
- horloge de télécommande

### Installations de détection incendie
- alimentation de secours
- détecteur d'incendie : détecteurs de gaz, boutons d'alarme
- systèmes d'alarme : centrale d'alarme, câblage de sécurité et sirène d'alarme

### Panneaux solaires
- panneau solaire thermique
- panneau solaire photovoltaïque
- conduites de liaison
- onduleur
- compteur électrique
- microcogénération: Unité de micro-cogénération, Moteur, Alternateur, Échangeur

## Les boîtiers,équipements,tableaux et coffrets
D'une manière générale une installation électrique repose sur des produits (appareillages), des équipements et une installation de ces deux familles grâce à des cheminements de câbles qui les relient entre eux. Les équipements électriques sont des ensembles de produits mis dans une enveloppe isolante ou métallique. Concernant les équipements, le vocable peut être variable comme "Tableau", "coffret", "Boitier", etc. Derrière ces vocables de la profession se cachent soit les fournitures constituant les enveloppes soit l'ensemble complet dit "monté et câblé". Un référentiel normatif existe et couvre la conception, la réalisation et le contrôle de ces ensembles.
A minima on se référera à la norme C15-100 et par exemple à son chapitre "Ensemble d'appareillage" ou à tout autre chapitre ayant une utilité (exemple liaison équipotentielle de terre). Un contrôleur s'appuiera en général sur cette norme C15-100. Pour autant, un référentiel international plus précis existe, de par la série de normes CEI61439-X anciennement CEI60439 (maintenant abrogée).
La CEI61439-1 est la norme traitant des "généralités" et elle est incontournable :
- Les TGBT de puissance sont traités par la CEI61439-1 & 2[3] ;
- la CEI439-3 traitera, en complément de la CEI61439-1, des équipements de distributions (exemple : Divisionnaire en tertiaire, coffret logement, etc.)[4].

En France, des syndicats professionnels (tels que IGNES ou Gimélec, tous deux membres de la FIEEC - Fédération des Industries Électriques, Électroniques et de Communication) regroupant les principaux acteurs français ont proposé aux marchés des concepts et outils utiles comme l'Indice de Service "IS" ou encore "les Classes de service" qui ont le mérite d'aider à spécifier fonctionnellement les besoins.